# Gym Tony
Gym Tony (France) ou Gros Merda (Québec) (Donnie Fatso) est le 9e épisode de la saison 22 de la série télévisée Les Simpson.

## Synopsis
Le jour du nouvel an, Lisa nettoie les déchets de la veille éparpillés dans le salon, jusqu'à ce que son frère vienne la taquiner. Ils vont alors aller réveiller leurs parents, dormant toujours après cette soirée bien arrosée, d'une façon extrêmement bruyante. À présent debout, c'est avec la gueule de bois qu'Homer va jeter les déchets à l'extérieur, sans les trier. À ce moment-là, le chef Wiggum l'aperçoit en train de commettre cette infraction, et lui colle une amende salée. Sous les conseils de Moe, Homer décide alors d'apporter un petit pot-de-vin à la cour de justice pour tenter de faire sauter son amende, mais Wiggum surprend une fois de plus sa combine, et l'arrête pour de bon. Homer est alors condamné à dix ans de prison, mais Clancy lui propose une façon dangereuse d'annuler sa peine : travailler sous couverture pour le FBI. Sa mission : infiltrer l'équipe de Gros Tony, déjouer ses plans et le faire arrêter…